# General Idi Amin Dada
General Idi Amin Dada (originaltitel: Général Idi Amin Dada: Autoportrait) är en fransk dokumentärfilm från 1974 om den ugandiske diktatorn Idi Amin. Filmen är gjord av Barbet Schroeder.

## Handling
Vi får följa Idi Amin i ett relativt närgånget porträtt när han utövar sina officiella skyldigheter och i mer avslappnade miljöer. Vi får även lyssna på Amins tankar i en rad ämnen, allt ifrån krokodiler till hans förhållande till staterna Israel, Storbritannien och Tanzania. Filmen innehåller även våld i form av avrättning.

## Om filmen
Regissören Barbet Schroeder karakteriserade filmen som ett självporträtt av Amin. Filmskaparna fick en unik inblick i Amins aktiviteter men mycket av det som sker i filmen organiserades av diktatorn bara för filmens skull.[källa behövs]
Filmen gjordes i två versioner, den första, på 60 minuter, släpptes i Uganda och gavs till Idi Amin själv som rapporterats varit nöjd med resultatet. Den andra var 30 minuter längre, hade en berättare, och är den som spridits till resten av världen.